# 鬼石鳖
鬼石鳖（学名：Acanthopleura gemmata），是新石鳖目石鳖科海胆石鳖属的一种。主要分布于马来西亚、台湾，常栖息在潮间带的岩礁上。